# Phú Ninh (Quảng Nam)
Phú Ninh is een district in de Vietnamese provincies Quảng Nam. De hoofdplaats van Phú Ninh is thị trấn Phú Thịnh. Phú Ninh heeft 84.863 inwoners op een oppervlakte van 251,47 km².

## Geografie en topografie
Phú Ninh ligt in het zuidoosten van Quảng Nam.
| Aangrenzende districten | Aangrenzende districten | Aangrenzende districten | Aangrenzende districten | Aangrenzende districten |
| ----------------------- | ----------------------- | ----------------------- | ----------------------- | ----------------------- |
|                         |                         | Thăng Bình              |                         |                         |
|                         |                         |                         |                         |                         |
| Tiên Phước              | Tam Kỳ                  |                         |                         |                         |
|                         |                         |                         |                         |                         |
|                         |                         | Bắc Trà My              |                         | Núi Thành               |

In het zuiden van Phú Ninh ligt het Phú Ninhmeer. De belangrijkste rivier is de Tam Kỳ.

## Verkeer en vervoer
Een van de belangrijkste verkeersaders is de Quốc lộ 1A. Deze weg verbindt Lạng Sơn met Cà Mau. Deze weg is gebouwd in 1930 door de Franse kolonisator. De weg volgt voor een groot gedeelte de route van de AH1. Deze weg Aziatische weg is de langste Aziatische weg en gaat van Tokio in Japan via verschillende landen, waaronder de Volksrepubliek China en Vietnam, naar Turkije. De weg eindigt bij de grens met Bulgarije en gaat vervolgens verder als de Europese weg 80.
Ook de Spoorlijn Hanoi - Ho Chi Minhstad gaat door Phú Ninh. In Tam An staat station An Mỹ, het enige spoorwegstation in Phú Ninh.

## Cultuur en toeristische bezienswaardigheden
In het noorden van Tam An, vlak bij de Quốc lộ 1A staat het graf van Trần Văn Dư, een keizer van de Nguyen-dynastie. Vlak bij het graf staan ook de Chiên Đàntorens. Deze torens zijn nog overblijfselen van het Koninkrijk Champa. In totaal zijn het drie torens, die typisch zijn voor de architectonische overblijfselen van de Champacultuur. Dergelijke torens staan ook in Tam Xuân 1 in Núi Thành.

## Administratieve eenheden
Phú Ninh bestaat uit een thị trấn en tien xã's.
- Thị trấn Phú Thịnh
- Xã Tam An
- Xã Tam Đại
- Xã Tam Đàn
- Xã Tam Dân
- Xã Tam Lãnh
- Xã Tam Lộc
- Xã Tam Phước
- Xã Tam Thái
- Xã Tam Thành
- Xã Tam Vinh